# Nepean Stars Football Club
Le Nepean Stars Football Club est un club de football de la Sierra Leone National Premier League basé à Bo. Il joue au Bo Stadium d'un capacité de 25 000 spectateurs.